# شهرستان لیک (میسیسیپی)
شهرستان لیک، میسیسیپی (به انگلیسی: Leake County, Mississippi) یک سکونتگاه مسکونی در ایالات متحده آمریکا است که در ایالت میسیسیپی واقع شده‌است.